# Leucantigius atayalica
Leucantigius atayalica är en fjärilsart som beskrevs av Shirôzu och Siuiti Murayama 1943. Leucantigius atayalica ingår i släktet Leucantigius och familjen juvelvingar. Inga underarter finns listade i Catalogue of Life.